# راس كركر
رأس كركر هي قرية فلسطينية في محافظة رام الله والبيرة، وتقع على بعد 11 كم (6.8 ميل) شمال غرب رام الله في شمال الضفة الغربية. وفقًا للجهاز المركزي الفلسطيني للإحصاء، بلغ عدد سكان البلدة 1،956 نسمة في عام 2017.

## الموقع الجغرافي
يحد رأس كركر من جهة الشرقية الجانية، ومن الشمال الاتحاد، ومن خربثا بن حارث من الغرب ، وكفر نعمة من الجنوب.

## تاريخها

### العهد العثماني
لم يرد ذكر رأس كركر في السجلات العثمانية في القرن السادس عشر. وهي تضم حصنًا يُعتقد أنه بُني، ربما عام 1812، من قبل عائلة سِمحان التي سيطرت على المنطقة في القرن التاسع عشر. تم شراء الأرض من عائلة مسيحية، على الأرجح في أواخر القرن التاسع عشر. تعرف القرية أيضًا باسم "رأس ابن سمحان"، وهي تقع على قمة جبل صخري مرتفع وشديد الانحدار محاط بأشجار الصبار. كانت واحدة من "قرى العروش"، وهي القرى المركزية التي تهيمن عليها عائلات شبه إقطاعية تسيطر على عشرات القرى المحيطة بها. قلعة عائلة سمحان، التي شُيدت في القرن الثامن عشر أو التاسع عشر، تخضع حاليًا لجهود ترميم، وتشكل دليلًا على القوة والنفوذ الكبيرين اللذين تمتعت بهما العائلة آنذاك.
كان الشيخ إسماعيل، زعيم عائلة سمحان، قد قُتل على يد إبراهيم باشا خلال انتفاضة عام 1834. وبعده، تولى الحكم حسن السعيد ومحمد بن إسماعيل. مرّ الرحالة إدوارد روبنسون بالمكان عام 1838 ووصفه بأنه "قلعة". كما تم تسجيلها كقرية مسلمة تقع في منطقة بني حارث غرب القدس.
حكم رأس كركر الشيخ إسماعيل بن سمحان، وكان محل احترام وتقدير من عشيرته بسبب دعمه ومساهماته العديدة. لكنه قُتل على يد عائلة أبو غوش، التي كانت تسيطر على قرية عرش أخرى قريبة، وتم تسليم القلعة إلى ابن أخيه حسين. تشير قائمة القرى العثمانية حوالي عام 1870 إلى أن رأس كركر كانت تضم 16 منزلًا وبلغ عدد سكانها 74 نسمة، مع الإشارة إلى أن هذا التعداد شمل الذكور فقط.
في عام 1882، وصف مسح صندوق استكشاف فلسطين (PEF) رأس كركر بأنها "قرية صغيرة في موقع مرتفع، مع ينبوع مياه أسفلها من جهة الشمال. وفي وسط القرية يوجد حصن بُني قبل حوالي 50 عامًا، وكان مقرًا لعائلة بني سمحان الكبيرة". وفي عام 1896، قُدّر عدد سكان رأس كركر بحوالي 210 أشخاص.

### العهد الانتدابي البريطاني
في تعداد عام 1922 الذي أجرته سلطات الانتداب البريطاني، بلغ عدد سكان رأس كركر 209 مسلمين. وارتفع في تعداد عام 1931 إلى 291 مسلمًا، يقطنون في 75 منزلًا. وفي إحصائيات عام 1945، بلغ عدد سكانها 340 مسلمًا، بينما بلغت مساحة أراضيها الإجمالية 5,883 دونمًا، منها 3,366 دونمًا مخصصة للبساتين والأراضي القابلة للري، و1,237 دونمًا للحبوب، بينما صُنّف 12 دونمًا كمناطق مبنية.

### العهد الأردني
بعد حرب 1948 واتفاقيات الهدنة عام 1949، أصبحت رأس كركر تحت الحكم الأردني. وفي عام 1961، بلغ عدد سكانها 478 نسمة.

### ما بعد عام 1967
بعد حرب الأيام الستة عام 1967، وقعت رأس كركر تحت الاحتلال الإسرائيلي.
وفي التعداد الذي أجرته السلطات الإسرائيلية عام 1967، بلغ عدد سكان رأس كركر 399 نسمة، من بينهم 19 شخصًا نزحوا من الأراضي المحتلة داخل إسرائيل. بعد اتفاقيات 1995، صُنفت 18.6% من أراضي رأس كركر ضمن "المنطقة ب"، بينما صُنفت 81.4% ضمن "المنطقة ج". وقد صادرت إسرائيل جزءًا من أراضي القرية لإنشاء البؤرة الاستيطانية "زيت رعنان"، وكذلك لبناء الطرق المؤدية إلى مستوطنة "تلمون". تحيط بالقلعة مبانٍ تاريخية، وتطل من جهة الغرب على الجبال الممتدة نحو البحر الأبيض المتوسط، ومن جهة الجنوب على مدينة القدس. أما الحقول المحيطة بالقرية، فهي مزروعة بأشجار الزيتون. عند الدخول إلى القلعة المهجورة حاليًا عبر بوابتها الشمالية، يجد المرء ساحة كبيرة تحيط بها صفوف من الغرف. الغرفة العلوية، التي تُعرف باسم "العِلية"، هي الأعلى في القلعة المكونة من ثلاثة طوابق، وكانت تُستخدم للأغراض الإدارية وكملاذ خاص للشيخ. يمكن أيضًا رؤية ممرات ضيقة، وأوعية لتخزين الزيت، وزخارف ونقوش شعرية محفورة على جدران القلعة وأحجارها.